# Чіро Муро
Чіро Муро (італ. Ciro Muro, нар. 9 березня 1964, Неаполь) — італійський футболіст, що грав на позиції півзахисника, зокрема за «Наполі» та «Лаціо». 
По завершенні ігрової кар'єри — тренер.

## Ігрова кар'єра
Народився 9 березня 1964 року в Неаполі. Вихованець футбольної школи місцевого «Наполі». Дорослу футбольну кар'єру розпочав у сезоні 1983/84 в основній команді того ж клубу. Наступний рік провів в оренді у третьоліговому «Монополі», після чого у 1985-1986 вже отримував регулярну ігрову практику на рівні елітної Серії A, граючи на правах оренди за «Пізу». У складі цієї команди також виборов титул володаря Кубка Мітропи.
1986 року повернувся до «Наполі», щоправда отримавши статус гравця резерву. У цьому статусі за результатами сезону 1986/87 допоміг «Наполі» зробити «золотий дубль», вигравши чемпіонат Італії та Кубок країни.
Утім керівництво неаполітанців не побачило достатнього потенціалу у своєму вихованці, і 1987 року він уклав контракт із друголіговим на той час «Лаціо», у складі якого провів наступні два роки своєї кар'єри гравця, другий із яких — знову в елітному дивізіоні італійського футболу. 
Протягом 1989—1993 років знову грав у Серії B, де захищав кольори «Козенци», «Мессіни» та «Таранто». Згодом знаходив варіанти продовження кар'єри не вище третього дивізіону та до завершення кар'єри на початку 2000-х встиг пограти за майже десяток нижчолігових команд.

## Кар'єра тренера
Розпочав тренерську кар'єру, ще продовжуючи грати на полі, 1999 року, ставши граючим тренером команди «Казертана».
Завершивши ігрову кар'єру на початку 2000-х, зосередився на тренерській роботі, працюючи з італійськими аматорськими командами. Протягом 2009–2013 років також працював з молодіжними командами зі структури «Наполі».

## Титули і досягнення
- Чемпіон Італії (1):

«Наполі»: 1986-1987
- Володар Кубка Італії (1):

«Наполі»: 1986-1987
- Володар Кубка Мітропи (1):

«Піза»: 1985-1986